# Multiculturalisme en Azerbaïdjan
 (janvier 2018).
L'objectif du multiculturalisme est de protéger la différenciation d'autres cultures, la civilisation de différentes nationalités et religions, d'intégrer la culture nationale des nations et des pays mineurs.
Seulement à Bakou il y a plus de 20 associations de Russes, Ukrainiens, Kurdes, Laquins, Lezgins[Quoi ?], Slaves, Tatars, Géorgiens, Ingiloy, Talysh, Avars[Quoi ?], Turcs, Meskhètes, Européens et juifs de montagne, Juifs géorgiens, Allemands et Grecs. Généralement, il existe de telles associations qui vivent sous une forme compacte dans toutes les régions.

## Centre international de Bakou pour le multiculturalisme
Le Centre international du multiculturalisme de Bakou a été créé le 15 mai 2014 par le décret du Président de la République d'Azerbaïdjan. Le directeur du Centre est nommé et révoqué par le président de la République d'Azerbaïdjan.

## Conception politique nationale
La conception politique nationale de la République d'Azerbaïdjan repose sur des documents internationaux :
- La Déclaration universelle des droits de l'homme
- Convention européenne des droits de l'homme
- Pacte international relatif aux droits économiques, sociaux et culturels (PIDESC)
- Organisation pour la sécurité et la coopération en Europe (OSCE)
- Document de la réunion de Copenhague de la Conférence sur la dimension humaine de la CSCE
- Déclaration sur les droits des personnes appartenant à des minorités nationales ou ethniques, religieuses et linguistiques.

Le Comité d’État pour le travail avec les organisations religieuses de la République azerbaïdjanaise organise 21 activités de groupes religieux non musulmans sur la loi de la liberté de religion en Azerbaïdjan et exécute cette loi. La Constitution de l'Azerbaïdjan contient des dispositions sur l'égalité des droits et des libertés de tous, sans distinction de race, nationalité, religion, langue, sexe, origine, situation financière, profession, convictions politiques, appartenance à des partis politiques, syndicats et autres organisations publiques.
Les ministres de la culture de l'Organisation de la coopération islamique ont été invités à la réunion des pays membres de l'Union européenne qui s'est tenue à Bakou pour la première fois en 2008.
Les ministres de la culture de l’Union européenne ont participé à la réunion des pays membres de l’Organisation de la coopération islamique qui s’est tenue à Bakou en 2009. Plus tard, la tentative de « processus de Bakou » a stimulé le sommet des leaders mondiaux du dialogue interculturel et forums humanitaires internationaux de Bakou en Azerbaïdjan.
En 2011, le Forum du dialogue interculturel était la prochaine manifestation organisée en Azerbaïdjan.
Le 15 mai 2014, le président azerbaïdjanais a signé le décret portant création du centre international de multiculturalisme de Bakou.

## Activité de la fondation Haydar Aliyev
Plusieurs activités servent le respect mutuel et une relation amicale saine entre différents pays. Par exemple, l'ouverture du complexe éducatif pour les enfants juifs à Bakou, la restauration de l'église en français et les catacombes de la Fondation Heydar Aliyev,,, l'érection d'un monument au prince Vladimir à Astrakhan, la création de l'école Ohr Avner Chabad pour les enfants juifs réalisée par Haydar Aliyev Foundation,.

## Le rôle des bibliothèques dans la promotion du multiculturalisme
L'histoire du multiculturalisme dans le pays azerbaïdjanais n'est pas seulement décrite dans le mode de vie tolérant actuel des populations, mais également dans les documents créés liés aux sources littéraires, scientifiques, philosophiques et politico-juridiques. Le multiculturalisme et la propagation de valeurs universelles peuvent être rencontrés dans la littérature, de l’épopée Livre de Dede Korkut  aux plus récents et dans la poésie azerbaïdjanaise médiévale, respectivement.